# Two Door Cinema Club
Two Door Cinema Club (parfois écrit « 2 Door Cinema Club » ou « TDCC ») est un groupe nord-irlandais dont la formation remonte à 2007.
Le nom du groupe provient d'une erreur d'orthographe : en effet, un des membres (Sam Halliday) a voulu marquer « Tudor Cinema Club », en référence à un cinéma de Dublin. Le groupe a tout de même voulu garder le nom.

## Membres
- Alex Trimble : chanteur principal, guitare électrique, synthétiseur, beats
- Kevin Baird : basse, chanteur
- Sam Halliday : guitare électrique, chanteur

Membre additionnel pour les tournées :
- Benjamin Thompson : batterie

## Histoire
Les Two Door Cinema Club débutèrent ensemble quand Alex et Kevin se rencontrent chez les scouts, mais ils ne restèrent pas en contact. Plus tard Alex et Sam se rencontrèrent au lycée et retrouvèrent Kevin alors qu'il tentait d'intégrer une fille qu'ils connaissaient dans le groupe.

Le groupe se forme réellement en 2007. Ils quittèrent l'université quand de nombreuses personnes montrèrent de l'intérêt pour leur musique sur leur page Myspace. Les TDCC ont signé avec le label indépendant parisien Kitsuné après avoir été invités par Gildas Loaëc à jouer à une des soirées Kitsuné.

### Tourist History(2009–2011)
En février 2010, ils sortent leur premier album Tourist History, mixé par Eliot James et Philippe Zdar.
Ils font partie de la sélection pour le BBC Sound of 2010 (« Le son BBC de 2010 ») qui a été établie par 165 « faiseurs de goût » anglais. Ils ne furent pas dans le top 5 qui a été dévoilé en janvier 2010,,.

### Beacon(2011-2013)
En septembre 2012, Two Door Cinema Club sort le deuxième album, Beacon. L'album, publié sur le label Kitsuné, a été enregistré à Los Angeles avec le producteur Jacknife Lee (responsable notamment des artistes U2, REM, Snow Patrol, ou Bloc Party) ; il a produit l'album dans son studio personnel.
Beacon a globalement été bien accueilli par les critiques musicaux. L'album a été dès ses débuts à la première place de l'Irish Albums Chart, devenant ainsi le premier du groupe atteignant un tel classement. Au Royaume-Uni, Beacon a fait ses débuts au deuxième rang du classement britannique des albums les mieux vendus, avec 33 306 exemplaires vendus au cours de la première semaine. Le 21 juin 2013, l'album a été certifié disque d'or par la British Phonographic Industry (BPI), dépassant les 100 000 exemplaires au Royaume-Uni.
Après la sortie de Beacon, le groupe a publié un documentaire de tournée en quatre parties intitulé What We See . Filmé par Gregg Houston de Babysweet Sessions, une société qui est dirigée par un ami du groupe, le documentaire accompagne les membres de Two Door Cinema Club qui entreprennent une tournée estivale européenne en 2012 avant la sortie du deuxième album. Le bassiste Baird a expliqué à propos du film : « Nos bons amis de Babysweet nous ont suivis pendant quelques semaines afin que nos fans puissent avoir une idée de la vie réelle de la route. Jetez un coup d’œil à la moyenne de nos journées. »

### Cérémonie d'ouverture des Jeux olympiques de 2012
En juillet 2012, Alex Trimble a participé à la cérémonie d’ouverture des Jeux olympiques d’été de 2012 en chantant Caliban's Dream, un titre écrit par Underworld et Rick Smith. Alex Trimble a révélé dans une interview que le cinéaste Danny Boyle, chef de cérémonie de la soirée, avait choisi le chanteur pour cet événement.

### Gameshow(2016-2019)
En janvier 2016, le groupe a annoncé la parution prochaine de son troisième album en cours d'année. Gameshow, moins indie-pop, est plus dansant et plus disco que les précédents. Le groupe intègre également plus de son électronique dans ses compositions.
Depuis, ils n'ont cessé d’enchaîner les scènes, qui s'agrandissent parallèlement à leur notoriété. Ils sont ainsi devenus les têtes d'affiche de nombreux grands festivals de musique dans le monde.

## Discographie

### Albums studio
Classement
| Titre                                                            | Détails | Meilleure position | Meilleure position | Meilleure position | Meilleure position | Meilleure position | Meilleure position | Certifications          |
| Titre                                                            | Détails | Irlande            | Royaume-Uni        | France             | Belgique           | Australie          | États-Unis         | Certifications          |
| ---------------------------------------------------------------- | --- | ------------------ | ------------------ | ------------------ | ------------------ | ------------------ | ------------------ | ----------------------- |
| Tourist History                                                  | - Sortie : 26 février 2010 (Royaume-Uni), 27 avril 2010 (États-Unis) - Label : Kitsuné, Glassnote Records - Formats : CD, téléchargement digital, vinyle | 16                 | 24                 | 51                 | 72                 | 44                 | —                  | - Royaume-Uni : Platine |
| Beacon                                                           | - Sortie : 3 septembre 2012 (Royaume-Uni), 4 septembre 2012 (US) - Label : Kitsuné, Glassnote Records - Formats : CD, Téléchargement digital, vinyle     | 1                  | 2                  | 17                 | —                  | 4                  | 17                 | - Royaume-Uni : Or      |
| Gameshow                                                         | - Sortie : 14 octobre 2016 - Label : Parlophone - Formats : CD, Téléchargement digital, vinyle                                                           |                    |                    |                    |                    |                    |                    |                         |
| False Alarm                                                      | - Sortie : 14 juin 2019 - Label : Pias - Formats : CD, Téléchargement digital, vinyle                                                                    |                    |                    |                    |                    |                    |                    |                         |
| Keep On Smiling                                                  | - Sortie : 2 septembre 2022 - Label : Glassnote Records - Formats : CD, Téléchargement digital, vinyle                                                   |                    |                    |                    |                    |                    |                    |                         |
| "—" signifie que l'album n'est pas classé ou sorti dans le pays. | |                    |                    |                    |                    |                    |                    |                         |

Liste des pistes
1. Cigarettes In The Theatre
2. Come Back Home
3. Do You Want It All?
4. This Is The Life
5. Something Good Can Work
6. I Can Talk
7. Undercover Martyn
8. What You Know
9. Eat That Up, It's Good For You
10. You're Not Stubborn

- 2012 : Beacon (Kitsuné)

1. Next Year
2. Handshake
3. Wake Up
4. Sun
5. Someday
6. Sleep Alone
7. The World Is Watching (featuring Valentina Pappalardo)
8. Settle
9. Spring
10. Pyramid
11. Beacon

- 2016 : Gameshow (Parlophone)

1. Are We Ready? (Wreck)
2. Bad Decisions
3. Ordinary
4. Gameshow
5. Lavender
6. Fever
7. Invincible
8. Good Morning
9. Surgery
10. Je Viens De Là

- 2019 : False Alarm (Pias)

1. Once
2. Talk
3. Satisfaction Guaranteed (featuring Mokoomba)
4. So Many People
5. Think
6. Nice To See You (featuring Open Mike Eagle)
7. Break
8. Dirty Air
9. Satellite
10. Already Gone

- 2022 : Keep On Smiling (Glassnote Records)

1. Messenger AD (Intro)
2. Blue Light
3. Everybody's Cool
4. Lucky
5. Little Piggy
6. Millionaire
7. High
8. Wonderful Life
9. Feeling Strange
10. Won't Do Nothing
11. Messenger HD
12. Disappearer

### EP
- 2009 : Four Words To Stand On (Kitsuné)

1. Cigarettes In The Theatre
2. Dou You Want It All?
3. New Houses
4. Undercover Martyn
5. Standing on Ghosts

- 2020 : Lost Songs (Found) (Pias)

1. Not In This Town
2. Something Good Can Work (Original Demo)
3. Tiptoes
4. 19
5. Hands Off My Cash Monty
6. Impatience is a Virtue
7. Too Much Coffee

### Singles
| 2009                                                               | Something Good Can Work | 56  | —  | 18 | —  | Tourist History |
| 2009                                                               | I Can Talk              | 139 | —  | —  | —  | Tourist History |
| 2010                                                               | Undercover Martyn       | 79  | —  | 49 | —  | Tourist History |
| 2010                                                               | Come Back Home          | —   | —  | —  | —  | Tourist History |
| 2011                                                               | What You Know           | 64  | 16 | —  | 22 | Tourist History |
| 2012                                                               | Sleep Alone             | 79  | —  | —  | 23 | Beacon          |
| "—" signifie que le single n'est pas sorti ou classé dans le pays. |                         |     |    |    |    |                 |

### Clips vidéo
- Something Good Can Work [version 1] (fin 2009)
- I Can Talk (fin 2009)
- Undercover Martyn (début 2010)
- Something Good Can Work [version 2] (2010)
- Come Back Home (juillet 2010)
- What You Know (février 2011)
- Sleep Alone (juillet 2012)
- Sun (octobre 2012)
- Next Year (7 février 2013)
- Handshake (2013)
- Changing of the Seasons (2013)
- Are We Ready? (Wreck) (2016)
- Bad Decisions (2016)

### Remixes
- Phoenix - Lasso (Two Door Cinema Club Remix) (2009 V2 Records)
- Chew Lips - Salt Air (Two Door Cinema Club Dui Remix) (2009 Kitsuné Music)
- Young the Giant – My Body (Two Door Cinema Club Remix) (2010 Roadrunner)
- Kowalski[Lequel ?] - Outdoors (Two Door Cinema Club Remix) (2011 Everybody's Stalking Records)
- Lady Gaga - Electric Chapel (Two Door Cinema Club Remix)
- Lady Gaga - Poker Face (Lady Gaga song)|Poker Face
- The Strokes - Last Nite (with Tokyo Police Club)

### Apparitions
- Kitsuné Maison Compilation 7 - Something Good Can Work (CD, 2009 Kitsuné Music)
- Kitsuné Maison Compilation 8 - I Can Talk (Moulinex Remix) (CD, 2009 Kitsuné Music)
- Kitsuné: Gildas & Masaya – Tokyo – I Can Talk (Moulinex Remix) (CD, 2010 Kitsuné Music)
- Kitsuné Maison Compilation 9 - Something Good Can Work (The Twelves remix) (CD, 2010 Kitsuné Music)
- Kitsuné x Ponystep (Mixed by Jerry Bouthier) – I Can Talk Remixes|I Can Talk (French Horn Rebellion Remix) (CD, 2010 Kitsuné Music)

### Utilisations
- Something Good Can Work, dans la publicité pour la campagne du Crédit agricole à partir de janvier 2010.
- Come Back Home, sur la bande originale du film français Homme au bain, de Christophe Honoré avec François Sagat.
- Undercover Martyn, dans la BO du jeu Gran Turismo 5.
- What You Know, depuis 2011 dans les spots publicitaires (radiophonique et télévisé) de la Française des jeux pour la loterie Euro Millions, uniquement sur les chaines de télévisions françaises.
- This Is the Life, dans Soul Surfer 2011.
- I Can Talk, dans la BO du jeu FIFA 11.
- Sleep Alone, dans la BO du jeu FIFA 13.
- Are We Ready? (Wreck) dans la BO du jeu FIFA 17.
- Handshake, musique d'accueil des invités dans Le Grand Journal.
- Bad Decisions, générique de fin de la première saison (2016-2017) de Quotidien.